# Second Summer of Love
O Second Summer of Love ou Segundo Verão do Amor foi um fenômeno social do final da década de 1980 no Reino Unido, que viu a ascensão da acid house music e das festas rave sem licença. Embora se refira principalmente ao verão de 1988, durou até o verão de 1989, quando a música eletrônica e a prevalência da droga MDMA alimentaram uma explosão na cultura jovem, culminando em festas gratuitas em massa e na era da rave. A música dessa era fundiu batidas de dança com um ritmo psicodélico dos anos 1960, e a cultura da dança traçou paralelos com o hedonismo e a liberdade do Verão do Amor de 1967 em São Francisco. O logotipo sorridente é sinônimo desse período no Reino Unido.

## História
O Segundo Verão do Amor começou em 1988 no Reino Unido, e surgiu das casas noturnas britânicas de house music que datam de 1987 a 1988, Shoom (dirigido por Danny Rampling) e Future (organizado por Paul Oakenfold), Trip (dirigido por Nicky Holloway), Slam (DJs) e The Haçienda (dirigido por Mike Pickering e Graeme Park). Foi particularmente associado ao aumento repentino de reuniões independentes ao ar livre em campos e em armazéns abandonados, bem como à nova cena de clubes underground, que muitas vezes passou a ser chamada de raves. Além dos realizados em Londres, os eventos surgiram em áreas como Blackburn e Nottingham, antes de se espalharem por todo o Reino Unido, com um grande número de reuniões distintas realizadas semanalmente no final do verão de 1988. Houve reuniões ilegais e legais em termos de adesão às leis de planejamento de eventos.
Enquanto o principal ponto musical de convergência em todo o fenômeno era a house music, inicialmente importada principalmente dos centros de vida noturna underground dos EUA, Chicago, Detroit e Nova York, outra base para a cena era focada em permitir que as pessoas se abrissem para outros gêneros musicais. Essa era tipicamente uma música vista como não muito comercial para a época, incluindo música das eras hippies e algumas músicas derivadas do folk.
Cinco DJs associados à cena musical house britânica relataram que se inspiraram para iniciar esses eventos depois de passar férias em Ibiza no verão de 1987 com seu amigo Johnny Walker. Ibiza foi onde a música acid house se tornou popular pela primeira vez na Europa e a natureza after-hours da cena club surgiu.

Um emblema smiley, símbolo do período

Nos estágios iniciais do Segundo Verão do Amor, os eventos e festas eram frequentemente realizados em armazéns vazios por todo o Reino Unido e eram essencialmente ilegais. Folhetos vagos em cidades e vilas anunciavam eventos e informações transmitidas de boca em boca (assim como o recém-popular pager móvel) entre os frequentadores de clubes que eram obrigados a festejar incógnitos. Festas cada vez maiores começaram a ser organizadas em torno da M25 Motorway de Londres por promotores como "Biology" (Jarvis Sandy, Micky Jump e Tarquin de Meza), "Energy" (Jeremy Taylor e Tin Tin Chambers), "Genesis" (Andrew Pritchard, Wayne Anthony e Keith Brooks), "Sunrise/Back to the Future" (Tony Colston Hayter e Dave Roberts) e "Weekend World" (Tarquin de Meza). Em Londres, os eventos foram organizados pela Raindance e pela Labrynth/Four Aces.
O símbolo da época se tornou um rosto sorridente (smiley) depois que a multidão de Londres pegou o desenho quando ele foi postado em um dos panfletos da terceira festa do Shoom. Os foliões logo seriam adornados com camisetas e emblemas sorridentes.
Água e Lucozade eram uma característica comum devido aos efeitos desidratantes da dança de maratona devido ao uso de MDMA. Os frequentadores das casas noturnas usavam roupas largas para combater o calor dentro das casas noturnas, e a equipe distribuía picolés.

### Música
Acid house e hip house eram típicos do Segundo Verão do Amor. O acid house era caracterizado pelo baixo "esmagador" produzido pelo Roland TB-303 e batidas altas e repetitivas. Originou-se em Chicago e assumiu novas qualidades quando chegou à Europa. As músicas do período incluem "French Kiss" de Lil Louis, "On & On" de Jesse Saunders, "Mystery of Love" de Fingers Inc., "Love Can't Turn Around" de Farley "Jackmaster" Funk e Saunders (com Darryl Pandy), "I've Lost Control" de Sleezy D e "Your Only Friend" de Phuture. O hip house se tornaria um cruzamento popular entre rap e house music, com faixas como "Turn Up The Bass" de Tyree Cooper, "Who's In the House" dos Beatmasters, "Let It Roll" de Doug Lazy e "That's How I'm Living" de Tony Scott.

### Rádio
As raves e a música eram promovidas por estações de rádio piratas, incluindo Kiss FM, Sunrise e Centreforce.

### Uso de drogas
O ecstasy era a droga de escolha na época. O LSD ainda estava presente, mas não tão proeminentemente. Mark Moore, do grupo S'Express, disse: "Definitivamente, foi preciso o ecstasy para mudar as coisas. As pessoas tomavam seu primeiro ecstasy e era quase como se tivessem nascido de novo." A violência era incomum devido aos sentimentos de euforia, amor e empatia causados pelo ecstasy. O uso de ecstasy em raves é frequentemente associado à redução do vandalismo no futebol na época. A droga também aumentou o prazer da música e encorajou a dança. Nicky Holloway, um DJ da época, disse: "O ecstasy e a música se juntaram. Era tudo parte do pacote ... Isso pode soar um pouco triste, mas não há como o acid house ter decolado do jeito que decolou sem o ecstasy."

### Atenção da mídia
A mídia de notícias e os tabloides britânicos dedicaram uma quantidade cada vez maior de cobertura à cena hedonista, focando cada vez mais em sua associação com drogas de clube. Os primeiros relatórios positivos, como a publicação de artigos sobre a moda acid house, logo se tornariam uma cobertura negativa sensacionalista. O pânico moral da imprensa começou no final de 1988, quando o The Sun, que apenas alguns dias antes, em 12 de outubro, havia promovido o acid house como "cool e descolado" enquanto publicava uma oferta em camisetas com smileys de ácido, abruptamente se voltou contra a cena. Em 19 de outubro, o The Sun publicou a manchete "Evils of Ecstasy", ligando a cena acid house à droga recentemente popular e relativamente desconhecida. Em 24 de junho de 1989, o jornal publicou sua infame manchete "Spaced Out!" após uma festa no Sunrise.